# Johannesbergkirche (St. Paul im Lavanttal)

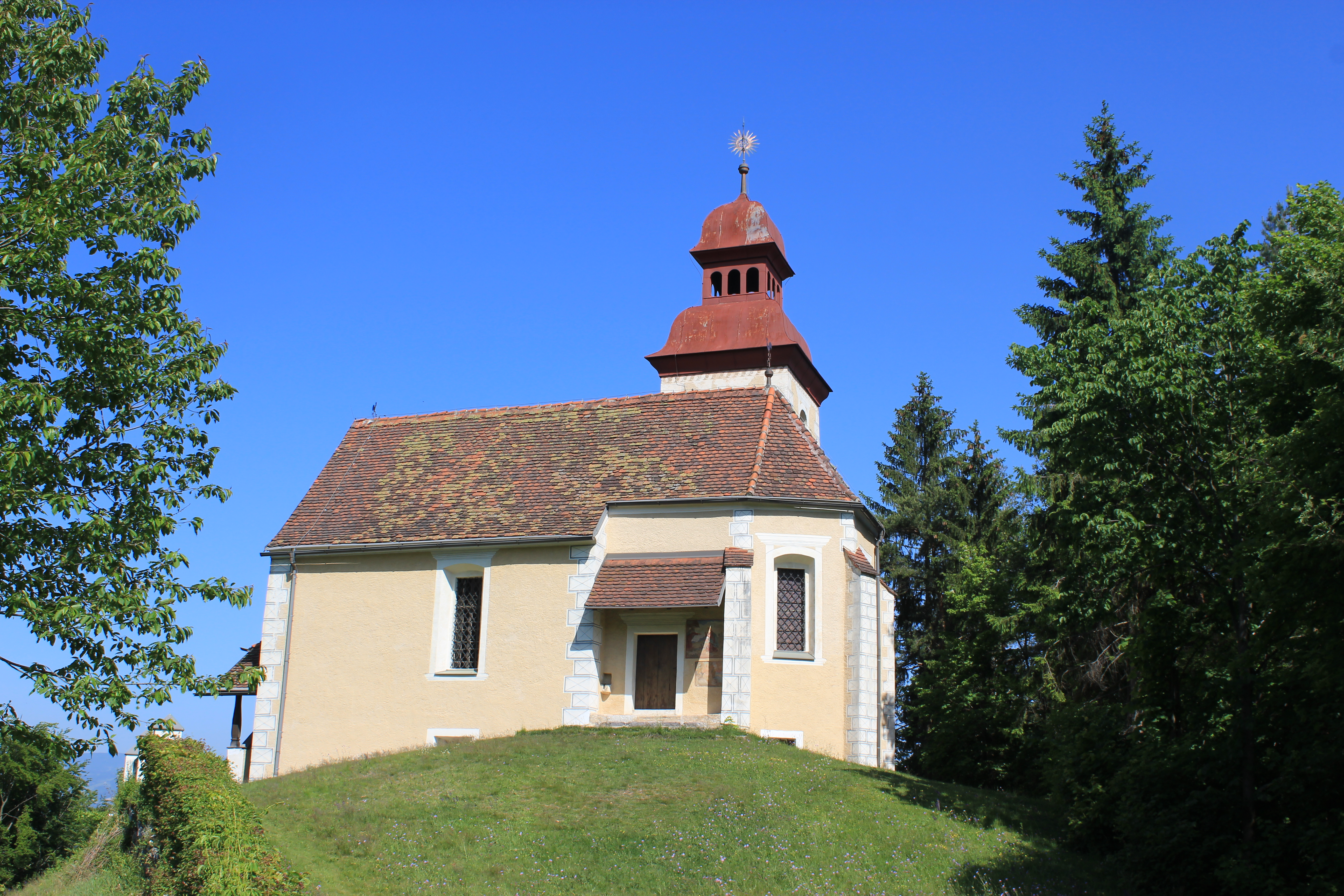

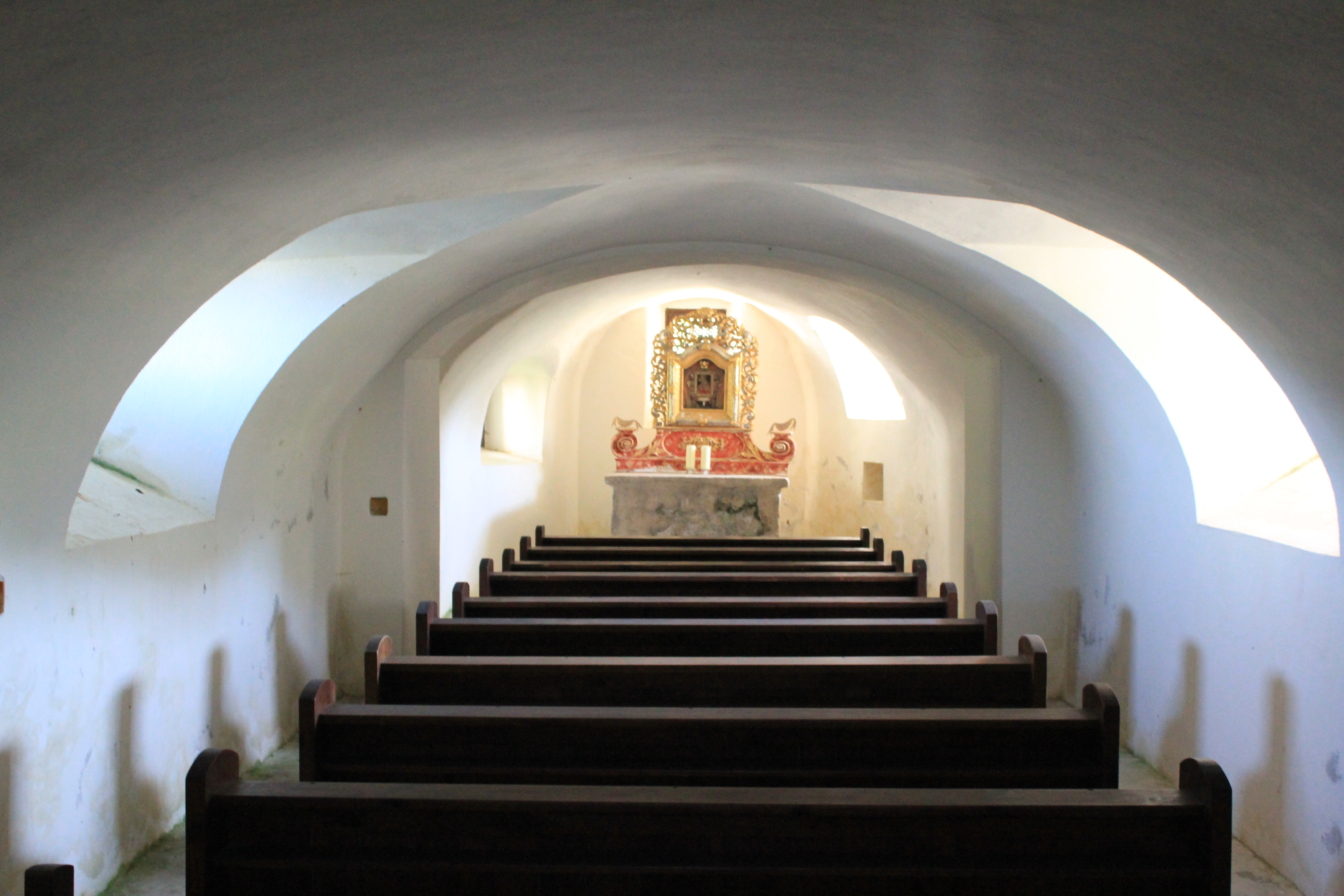
Unterkirche

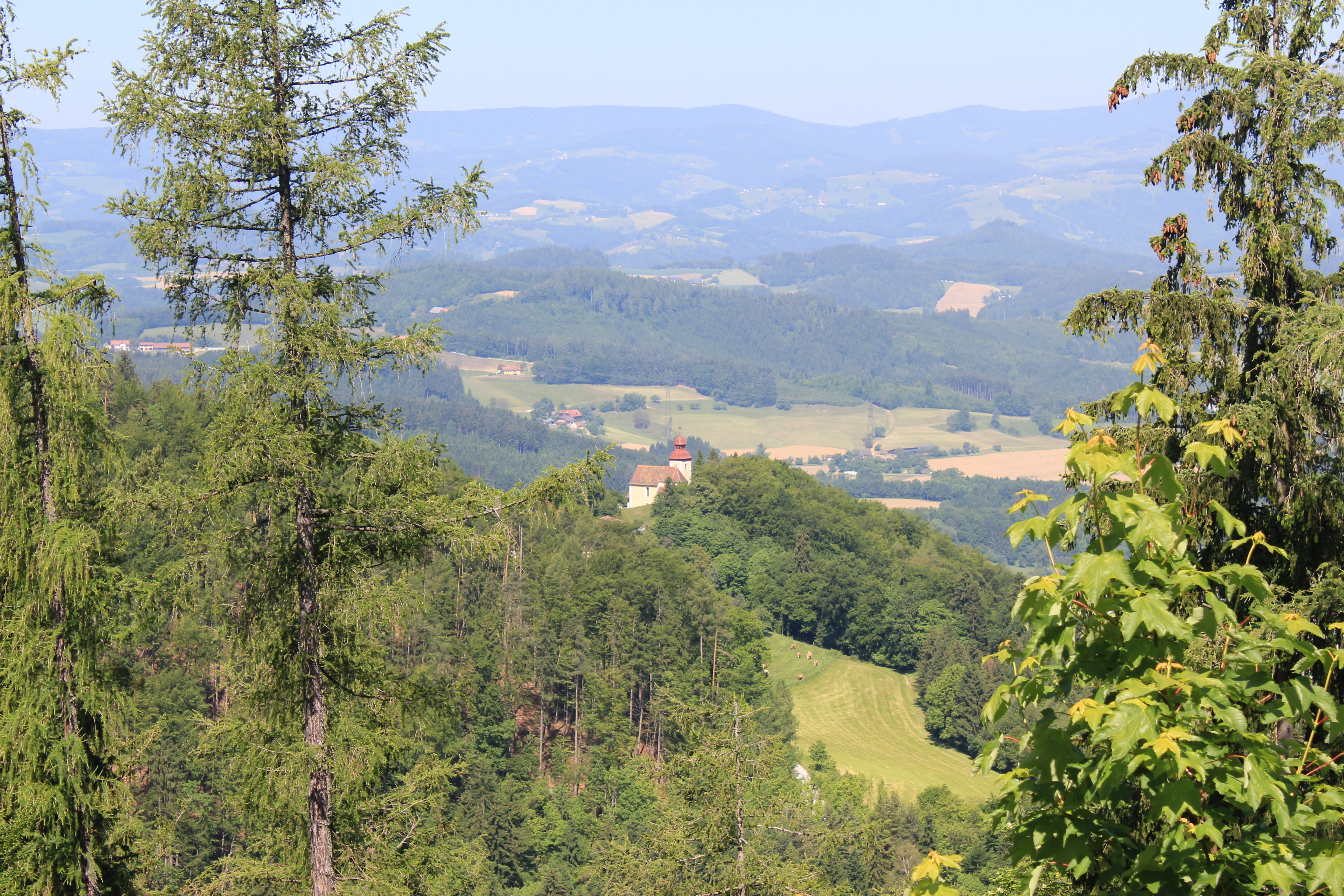
Johannesbergkirche vom Josefsberg aus gesehen

Die Filialkirche St. Johannes steht in 611 Meter Höhe auf dem Johannesberg südöstlich von St. Paul im Lavanttal. Die Johannes dem Täufer geweihte Kirche gehört zur Stiftspfarre St. Paul.

## Baubeschreibung
Die Kirche ist ein kleiner, ursprünglich gotischer Bau mit einer Unterkirche, der im Barock stark verändert wurde. Den eingezogenen Chor stützen Strebepfeiler. Der 1694 bezeichnete Turm im Nordwesten besitzt rundbogige Schallöffnungen und wird von einem Biedermeierhelm mit Laterne bekrönt. An der Südwestfassade ist eine zweiarmige, zweiläufige, überdachte Treppe angebaut, die zum Portal der Oberkirche führt. Die Unterkirche hat einen ebenerdigen Eingang. Bei der Restaurierung 1995 wurde das Architekturdekor von 1694 wiederhergestellt. Die beiden Fresken neben dem Südosteingang malte Switbert Lobisser, die Heimsuchung Mariens ist mit „S. L. 29“ bezeichnet, der darunter befindliche Gute Hirte ist nicht signiert.
Das Langhaus der Oberkirche ist flach gedeckt. Im Südwesten befindet sich eine hölzerne Empore. Ein rundbogiger Triumphbogen verbindet das Langhaus mit dem rippengewölbten, spätgotischen Chor mit Dreiachtelschluss. Die Sakristei im Turmerdgeschoß ist kreuzgratgewölbt. Die barock erweiterte Unterkirche hat ein Flachtonnengewölbe. Das ovale Deckengemälde mit Mariä Heimsuchung malte 1878 L. Fantoni, von dem auch Ausmalung des Chors im neobarocken Stil und die Neufassung der Ausstattung stammt.

## Einrichtung
Der Hochaltar von 1698 trägt die Figuren der heiligen Johannes der Täufer und Blasius, darüber eine thronenden Madonna und zuoberst eine Schutzengelgruppe. Der Seitenaltar aus der zweiten Hälfte des 17. Jahrhunderts zeigt im Mittelbild den heiligen Florian. Die Kanzel stammt vom Ende des 17. Jahrhunderts. Zur weiteren Ausstattung der Kirche zählen ein Ölbild der Kreuzabnahme vom Ende des 17. Jahrhunderts, ein Gemälde der Heiligen Isidor und Notburga aus dem 18. Jahrhundert, ein Gemälde mit den Sieben Schmerzen Mariae von 1825, eine Johannesschüssel aus dem 18. Jahrhundert, eine um 1880 entstandene Madonnenfigur und eine um 1730 gefertigte Baldachinnische. Das Holzrelief des Einsiedlers Dietrich von Spanheim (1253–1303) schuf Switbert Lobisser um 1930. Dietrich von Spanheim lebte in der Einsiedlerklause etwas unterhalb der Kirche.